# Eois subangulata
Eois subangulata là một loài bướm đêm trong họ Geometridae.